# Досон (Џорџија)
Досон (Џорџија) (енгл. Dawson) град је у америчкој савезној држави Џорџија. По попису становништва из 2010. у њему је живело 4.540 становника.

## Демографија
Према попису становништва из 2010. у граду је живело 4.540 становника, што је 518 (10,2%) становника мање него 2000. године.
| Група             | 2000.         | 2010.         |
| Белци             | 1.070 (21,2%) | 836 (18,4%)   |
| Афроамериканци    | 3.908 (77,3%) | 3.556 (78,3%) |
| Азијати           | 20 (0,4%)     | 20 (0,4%)     |
| Хиспаноамериканци | 47 (0,9%)     | 99 (2,2%)     |
| Укупно            | 5.058         | 4.540         |